# Otepää
Otepää (prije Nuustaku; njem. Odenpäh) je grad u okrugu Valgamaa, južna Estonija. 3 kilometra južno nalazi se jezero Pühajärv.
Grad ima 2.189 stanovnika (od 1. studenog 2009.). 
Najstariji primjerak vatrenog oružja u Europi je pronađen u starom dvorcu Otepää, te datira najmanje do 1396. godine. Otepää dobiva gradska prava 1. travnja 1936. godine.
Otepää je popularno skijalište, poznato kao "zimska prijestolnica" Estonije (za razliku od "ljetne prijestolnice" Pärnua). Infrastruktura je dobro razvijena i ima širok spektar smještajnih i zabavnih sadržaja. To je mjesto godišnjeg FIS svjetskog kupa u skijaškom trčanju tj. Tartu Maraton (skijaški maraton) preko 63 km na relaciji Otepää - Elva.

## Vanjske poveznice
- Otepää - službene stranice (na estonskom)

|  | Zajednički poslužitelj ima još gradiva o temi Otepää |